# Johann Friedrich von Recke
Johann Friedrich von Recke lub von Reck ros. Иван Фёдорович фон Рекке (ur. 21 lipca?/1 sierpnia 1764, zm. 13 września?/25 września 1846) – działacz państwowy i kulturowy Imperium Rosyjskiego, wydawca, dyrektor Kurlandzkiego Muzeum Prowincjonalnego, tymczasowy wicegubernator kurlandzki

## Życiorys

### Edukacja
Johann Friedrich von Recke urodził się 21 lipca?/1 sierpnia 1764 roku. Był synem mitawskiego burmistrza Johanna Recke, który zmarł około 1772 roku. Jego rodzina zajmowała się handlem. Edukację odbierał najpierw w miejscowej Akademii Petrina (1779–1781), następnie poszerzył ją o studia historii, archeologii, sztuki i statystyki na Uniwersytecie w Getyndze (1781–1784). Zakończenie nauki uwieńczył podróżą po Europie Zachodniej – zatrzymał się na dłużej w Berlinie, Lipsku i Paryżu. Od 1785 roku przebywał w Mitawie.

### Kariera urzędnicza
W 1787 roku rozpoczął pracę w archiwum księcia kurlandzkiego Piotra Birona. Po włączeniu Księstwa Kurlandii w skład Imperium Rosyjskiego, 28 stycznia 1796 roku objął funkcję sekretarza w Kurlandzkim Zarządzie Gubernialnym. Otrzymał też rangę radcy tytularnego (IX cywilna), która zgodnie z regułami tabeli została po 3 latach podniesiona do rangi asesora kolegialnego (VIII cywilna). Następne stanowisko objął 7 marca 1801 roku, na 25 lat został radcą w Izbie Skarbowej. Uczestniczył między innymi w pracach Komisji do Zbadania i Obniżenia Podatków Nadzwyczajnych Chłopów Kurlandzkich w 1809 roku i Komisji do spraw Sprzedaży Dóbr Koronnych w 1810 roku. Podczas napoleońskiej inwazji na Rosję nie wycofał się przed nacierającymi wojskami X Korpusu, co jednak nie doprowadziło do jego dymisji po zakończeniu wojny. Awans do rangi radcy stanu (V cywilna) uzyskał 13 sierpnia 1817 roku. Rok później brał udział w ujednoliceniu administracyjnym okręgu piltyńskiego z resztą guberni kurlandzkiej. Pracował też w ramach Komisji do Wprowadzenia Przepisów Ustawy o Chłopach Kurlandzkich, powołanej 9 września?/21 września 1818 roku. Szczyt kariery urzędniczej osiągnął w latach 1824–1826, jako kierownik Izby Skarbowej. Dodatkowo od 2 września?/14 września 1824 do 25 lutego?/9 marca 1825 roku pełnił czasowo obowiązki wicegubernatora kurlandzkiego, zastępując odwołanego z powodu nadużyć finansowych Martina von Bataille. Kariera ta skończyła się nagle, w styczniu 1826 roku, kiedy to jeden z jego podwładnych dopuścił się sprzeniewierzenia. Johann Friedrich von Recke został karnie zdymisjonowany i dopiero po upływie wielu lat został oczyszczony z zarzutów. Rehabilitację i nadanie prawa do emerytury zawdzięczał zabiegom generała-gubernatora guberni bałtyckich Karola Mangusa von der Pahlena. Zmarł 13 września?/25 września 1846 roku.

### Działalność kulturalna
Johann Friedrich von Recke w latach 1805–1808 wydawał i redagował pisma: „Wöchentliche Unterhaltungen für Liebhaber deutscher Lekture in Russland” oraz „Neue Wöchentliche Unterhaltungen, grössentheils über Gegenstände der Litteratur und Kunst”. Był jednym z siedmiu założycieli powstałego 23 listopada 1815 roku Kurlandzkiego Towarzystwa dla Badania Literatury i Sztuki (niem. Die Kurländische Gesellschaft für Litteratur und Kunst), od 1827 roku był jego sekretarzem i redaktorem jego organu prasowego. W 1818 roku został założycielem Kurlandzkiego Muzeum Prowincjonalnego (niem. Kurländisches Provincialmuseum). Muzeum otworzył 3 września?/15 września i do końca życia pełnił funkcję jego dyrektora. W 1829 roku został członkiem korespondentem Rosyjskiej Akademii Nauk, a w 1834 roku Uniwersytet w Getyndze przyznał mu tytuł doktora honoris causa. W 1844 roku otrzymał honorowe obywatelstwo Mitawy.